# Durval Marcondes
Durval Bellegarde Marcondes (27 novembre 1899 - 27 septembre 1981) est un psychiatre et psychanalyste brésilien, fondateur et pionnier du mouvement psychanalytique brésilien. Il est cofondateur, avec Franco da Rocha, en 1927, de la Sociedade Brasileira de Psicanálise, première association psychanalytique d'Amérique latine.

## Biographie
Durval Marcondes fait ses études de médecine à l'université de São Paulo, dont il est diplômé en 1924 avec une spécialité en psychiatrie. Il découvre la psychanalyse durant ses études, grâce au travail de diffusion de Francisco Franco da Rocha, psychiatre et professeur à la faculté de médecine et il fonde avec celui-ci, en 1927, la Sociedade Brasileira de Psicanálise. La société édite une revue, Revista brasileira de psicanálise à partir de 1928. Il envoie le premier numéro de la revue à Sigmund Freud et sollicite en 1929 l'adhésion de la société brésilienne à l'Association psychanalytique internationale. La société brésilienne souhaite aligner sa formation sur celle prônée par l'Institut psychanalytique de Berlin, et demande qu'un psychanalyste didacticien s'installe au Brésil. La venue de René Spitz ne se fait pas, pour des raisons de politique interne au pays. La Sociedade Brasileira de Psicanálise quant à elle est dissoute en 1930. Adelheid Koch, psychanalyste berlinoise exilée pour fuir les persécutions anti-juives des nazis, s'installe avec sa famille au Brésil en 1936, à la demande d'Ernest Jones. Elle analyse Durval Marcondes et d'autres, assure des supervisions et anime des séminaires. Elle fonde en 1944 le Grupo psyichanalítico de Sao Paulo, qui est accepté par l'API sous l'intitulé de Sociedade Brasileira de Psicanálise de São Paulo, d'abord à titre provisoire en 1945, puis définitivement en 1951.
Durval Marcondes est président de la Sociedade Brasileira de Psicanálise de São Paulo à deux reprises. Il prend part à la fondation de l'Associação Brasileire de Psicanálise en 1967 et en est le premier président.
Marcondes est également connu pour ses contributions à la santé publique et à l'enseignement universitaire, appliquant et diffusant les théories de Freud aux débuts de la psychanalyse. Il ouvre un service de santé mentale scolaire à São Paulo dont il devient le directeur. Il donne des cours à l'université de São Paulo et dans divers établissements d'enseignement supérieur de la ville, inaugurant le champ de recherche et de développement théorique de la psychanalyse dans un contexte universitaire en Amérique latine. Il est l'auteur d'un unique ouvrage, en 1951, A Medicina e a Psicologia.

## Publications (sélection)
- « A higiene mental escolar por meio da clínica desorientação infantil », Revista de Neurologia e Psiquiatria de São Paulo, 7 juin 1941.
- « Contribuição para o problema do estudo dos repetentes da escola primária: condições físicas, psíquicas e sociais », Revista de Neurologia e Psiquiatria de São Paulo, 7 juin 1941.
- « Clínica de orientação infantil: suas finalidades e linhas gerais de sua organização », dans Noções gerais de higiene mental da criança. São Paulo: Livraria Martins, 1946.
- (dir.) Noções gerais de higiene mental da criança, São Paulo: Martins, 1946.